# Knorrenkapiteel
Een knorrenkapiteel of knobbelkapiteel is een type van het romaanse kapiteel. Het knorrenkapiteel is een overgangsvorm tussen het tektonisch kapiteel en het kelkkapiteel en is ontstaan uit het teerlingkapiteel. Het heeft de vorm van vier keer een teerlingkapiteel bij elkaar: aan iedere zijde van het blok wordt er twee keer een teerling getoond. Aan iedere zijde van het kapiteel 'hangen' zich dus twee halve cirkels naast elkaar. De horizontale doorsnede heeft dan een geschulpte omtrek. Door deze naast elkaar gesitueerde halfronde vormen wordt de aansluiting op de astragaal moeilijker. Tussen de twee halve cirkels loopt het kapiteel verdiept weg.
Toepassing van het knorrenkapiteel vond vooral plaats in de Normandische architectuur, en daarvan met name de Engelse tak. Hier gaat het knorrenkapiteel over in het knoppenkapiteel, doordat het zich verbindt met het knoppenmotief.